# 2-я Советская улица (Санкт-Петербург)
2-я Сове́тская у́лица — улица в Центральном районе Санкт-Петербурга. Проходит от Лиговского проспекта до Мытнинской улицы и проспекта Бакунина.

## История
- В начале XIX века называлась Глухая.
- С 1792 по 1822 год называлась 1-я.
- С 1804 по 1822 год — 1-я Рождественская. Название дано по Рождественской части.
- С 1812 по 1858 год — 2-я Рождественская.
- С 1835 по 1857 год — 2-я.
- С конца 1850-х по 6 октября 1923 года — 2-я Рождественская.
- 6 октября 1923 года получила современное название.
- На плане 1835 года обозначена как Дегтярная (Дегтярная улица на этом плане обозначена как Малый проспект).
- Первоначально проходила от Греческого проспекта до Мытнинской улицы. В 1849 году продлена от Греческого до Лиговского проспекта.

## Примечательные здания и сооружения

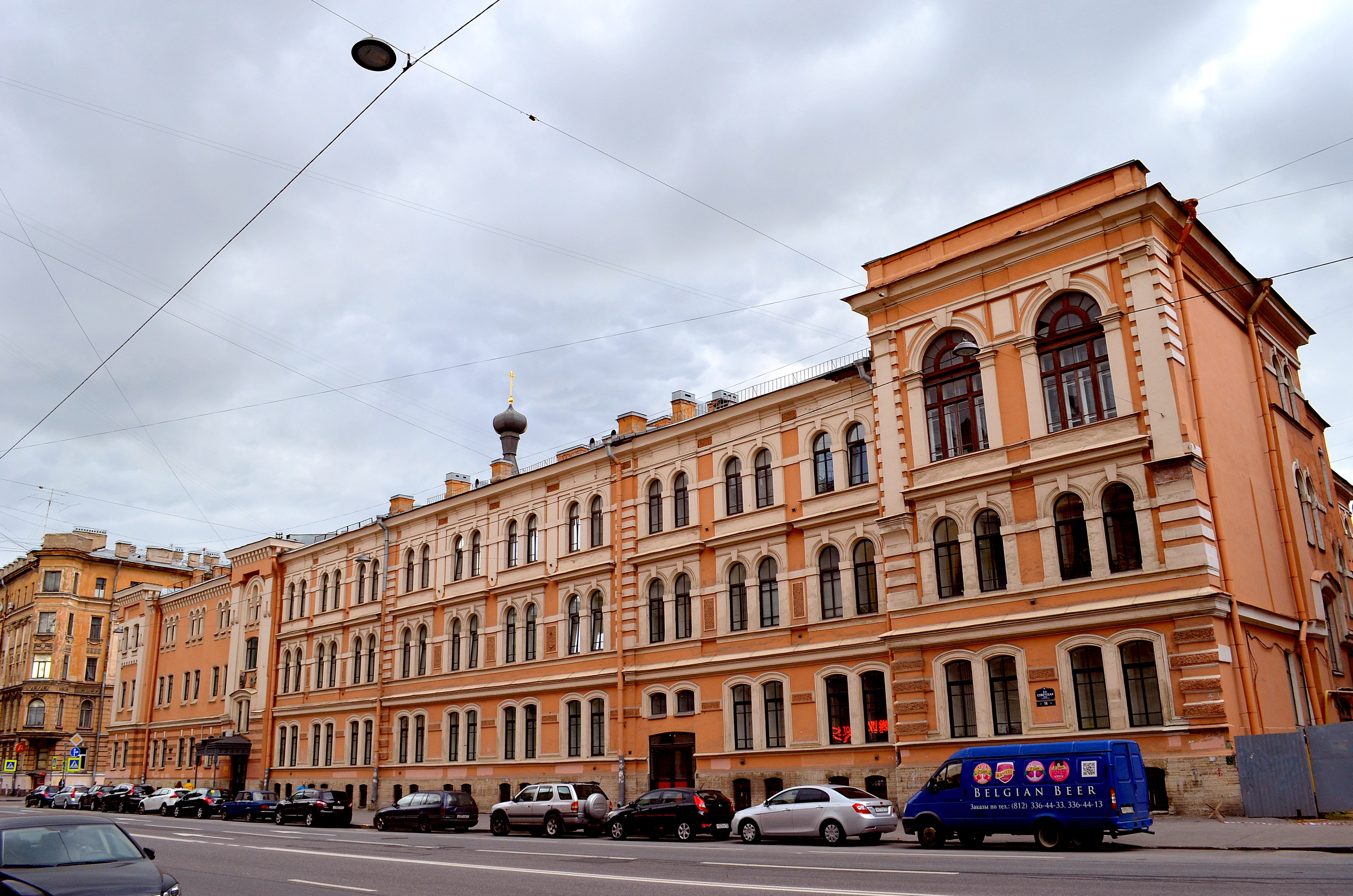
Дом 16 — Здание женской больницы с церковью, амбулаторией и жилыми помещениями

- Дом № 4 — ФГБУН «Северо-Западный научный центр гигиены и общественного здоровья» Роспотребнадзора (бывший Ленинградский НИИ гигиены труда и профессиональных заболеваний Минздрава РСФСР)
- Дом № 10, лит. Б (1903, арх-р Александр Хренов) — бывший доходный дом директора акционерного общества «Строитель» Григория Берштейна[1].
- Дом № 16 / 3-я Советская улица, д. 13 / Дегтярная улица, д. 3 — комплекс из четырёх зданий бывшей Свято-Троицкой общины сестёр милосердия, 1870-е — 1890-е годы, архитекторы В. Р. Курзанов, А. Ф. Красовский, Е. С. Воротилов. В настоящее время в ней располагается Российский НИИ гематологии и трансфузиологии ФМБА. В 2004—2007 годах были снесены секции женской больницы (переход с аркой) и служебный флигель, выходящие на 2-ю Советскую улицу, а в 2023-м году КГИОП лишил весь комплекс статуса объекта культурного наследия[2].  7831926000 В здании расположено ФГБУ Российский НИИ гематологии и трансфузиологии ФМБА России
- Дом № 27 / Проспект Бакунина, д. 2 / Невский пр., д. 142 / Дегтярная ул., д. 1 — доходный дом хлеботорговца И. В. Галунова (1877—1880, архитектор Александр Иванов[3].  781720971180005